# ばらずし (丹後地方)

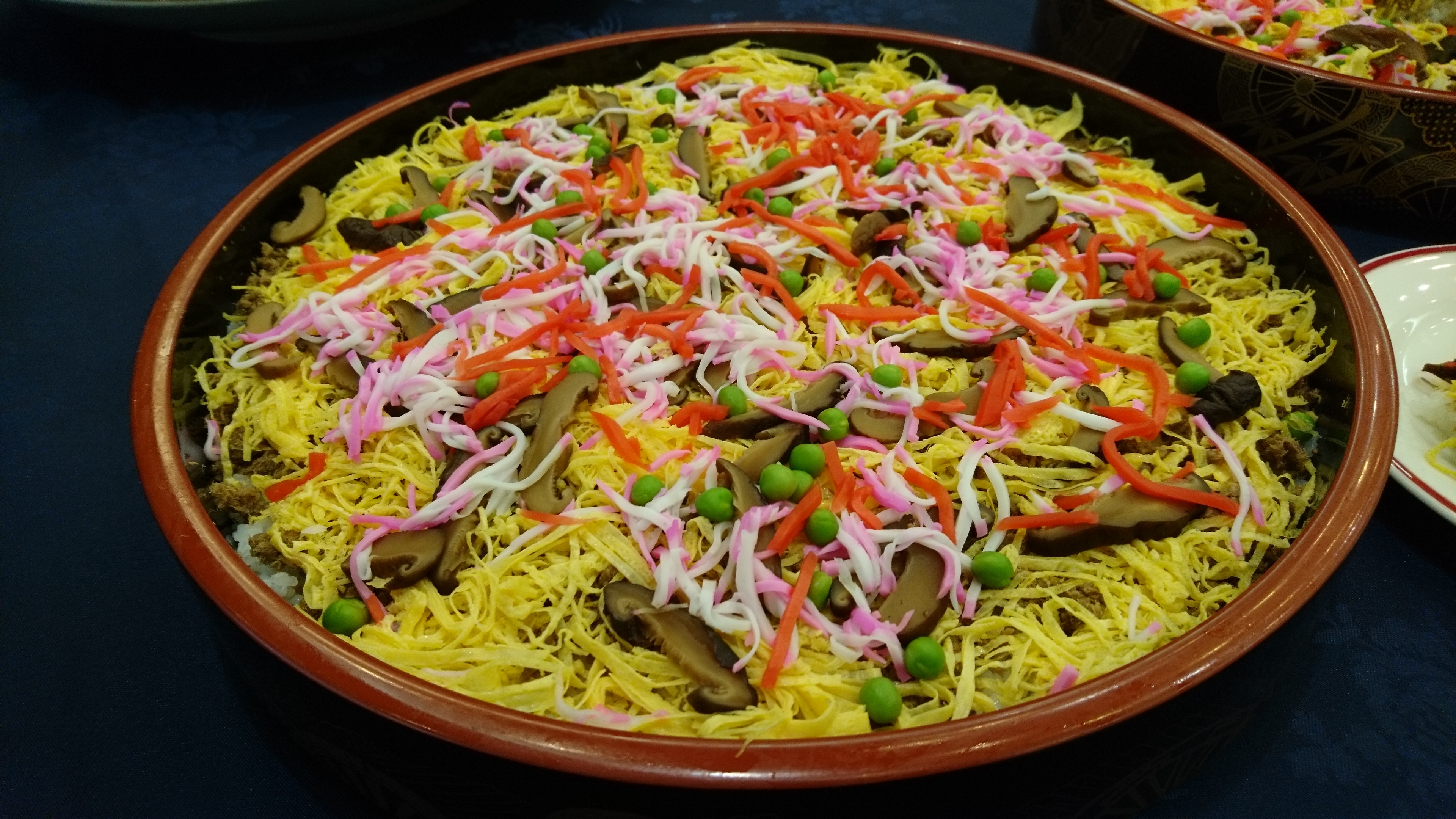
丹後地方のばらずしの一例

ばらずし（バラ寿司）は、サバのおぼろを用いることを特徴とする京都府北部・丹後地方の郷土料理。岡山県備前の郷土料理として有名なばらずしや、西日本各地におけるちらし寿司の別称としてのばらずしと区別するため、丹後ばらずし、丹後寿司などと呼ばれることもある。
2018年（平成30年）、「丹後ばらずし」として日本遺産丹後ちりめん回廊の構成文化財に認定された。

## 概要
焼き鯖（サバ）の煮付け、または、サバの缶詰をおぼろ状に炒めたものをちらす丹後地方特有の寿司で、祭りや祝い事、集会行事など、人の集まる時には欠かすことのできないもてなしの一品「ハレの日のごっつぉう」とされる。近年では他地域で販売される場合には「丹後ばらずし」と称されるようになったが、地元では単に「ばらずし」と呼ぶのが通例である。
京丹後市、与謝野町、伊根町ほか丹後半島一帯で食べられている。伝統的になにかの折に家庭でばらずしをつくり、親戚一同に配る風習が残る地域もあり、とくに京丹後市網野町では、網野を代表する郷土料理ともされている。
日本テレビ系列（読売テレビ制作）の「カミングアウトバラエティ!! 秘密のケンミンSHOW」では、過去に何度か取り上げられ、2020年（令和2年）3月12日放送の「ご飯が極上グルメに大変身!? 全国絶品ライス祭り」では、丹後ばらずしが第1位に選ばれた。「ディスカバリー・エンターテインメント 秘密のケンミンSHOW 極」にリニューアル後の2024年（令和6年）3月28日放送の「春の2時間スペシャル！ ”全国春の寿司祭り”企画」でも丹後ばら寿司特集が組まれた。

## 特徴
他地域のばらずしと異なり、酢締めの魚や海老、焼き穴子などではなく「甘く煮付けた焼き鯖のおぼろ」を用いるのが特徴である。
寿司の変遷のなかで箱寿司からちらし寿司に移行する過程の製法を残し、丹後を代表する郷土料理として、飲食店やスーパーなどでも販売され、食べることができるが、近年までは人伝に伝承されてきた家庭料理でもあるため、各家庭の味や工夫が受け継がれている。
共通する食材であるサバは、本来は焼き鯖をほぐし、醤油、砂糖などの調味料を加えてじっくりと煮付け、炒めておぼろにする。現代では、缶詰の普及により、より手軽なサバの缶詰を使用して調理するほうが一般的となっている。このため、丹後地方では日本国内の他の地域では流通していない370グラムの特大のサバ缶（平1号）が販売されている。
また、ばらずしのための食材として、がんぎと呼ばれる厚さ1センチメートルほどの板蒲鉾も、丹後地方では一般に販売されている。これは、よくある半月型のかまぼこでは刻んだ際に同じ見た目にならないためで、がんぎは巻き寿司にも使用される。

## 名称

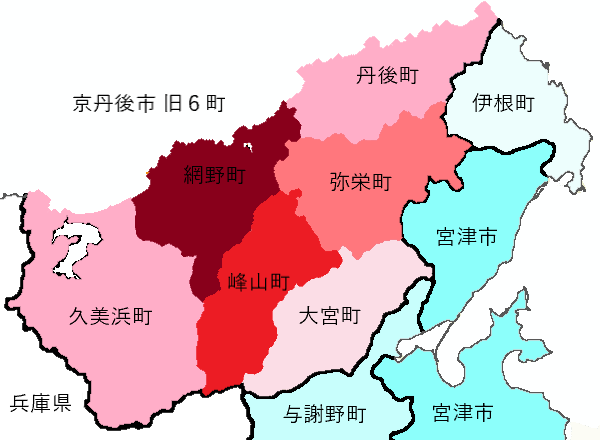
京丹後市旧6町の位置関係

丹後地方では70パーセント以上の人が「ばらずし」と称する。その調理法や使用する道具から「おぼろ寿司」「ちらし寿司」「混ぜ寿司」「切り寿司」「まつぶた寿司」とも、地域性から「丹後ずし」「田舎ずし」「京丹ずし」と称する人もあり、少なくとも10通りの呼び方が確認されている。名称の多様性は、この料理が郷土食であり、各家庭や地域において長く親しまれ、書物などの記録に拠らず人から人へと伝承されてきたことに起因する。
2009年（平成21年）から2010年（平成22年）にかけて京丹後市で行われたアンケート>の調査結果によると、京丹後市内では72パーセントの人が「ばらずし」と称し、次いで「ちらし寿司」と称する人が14パーセント、「丹後寿司」と称する人が13パーセントで、このほかの名称を口をする人はわずかである。旧町別では、弥栄町では「丹後寿司」と称する人が2番目に多いが、久美浜町では逆に「ちらし寿司」と称する人が2番目に多い。
丹後地方においてはいずれの地域、年代でも、圧倒的に多い呼称は「ばらずし」である。しかし、近年では、全国的に知名度の高い太平洋側など、他の地域の「ばらずし」と区別するため、「丹後ばらずし」と紹介されることが増えてきている。

## 詳細

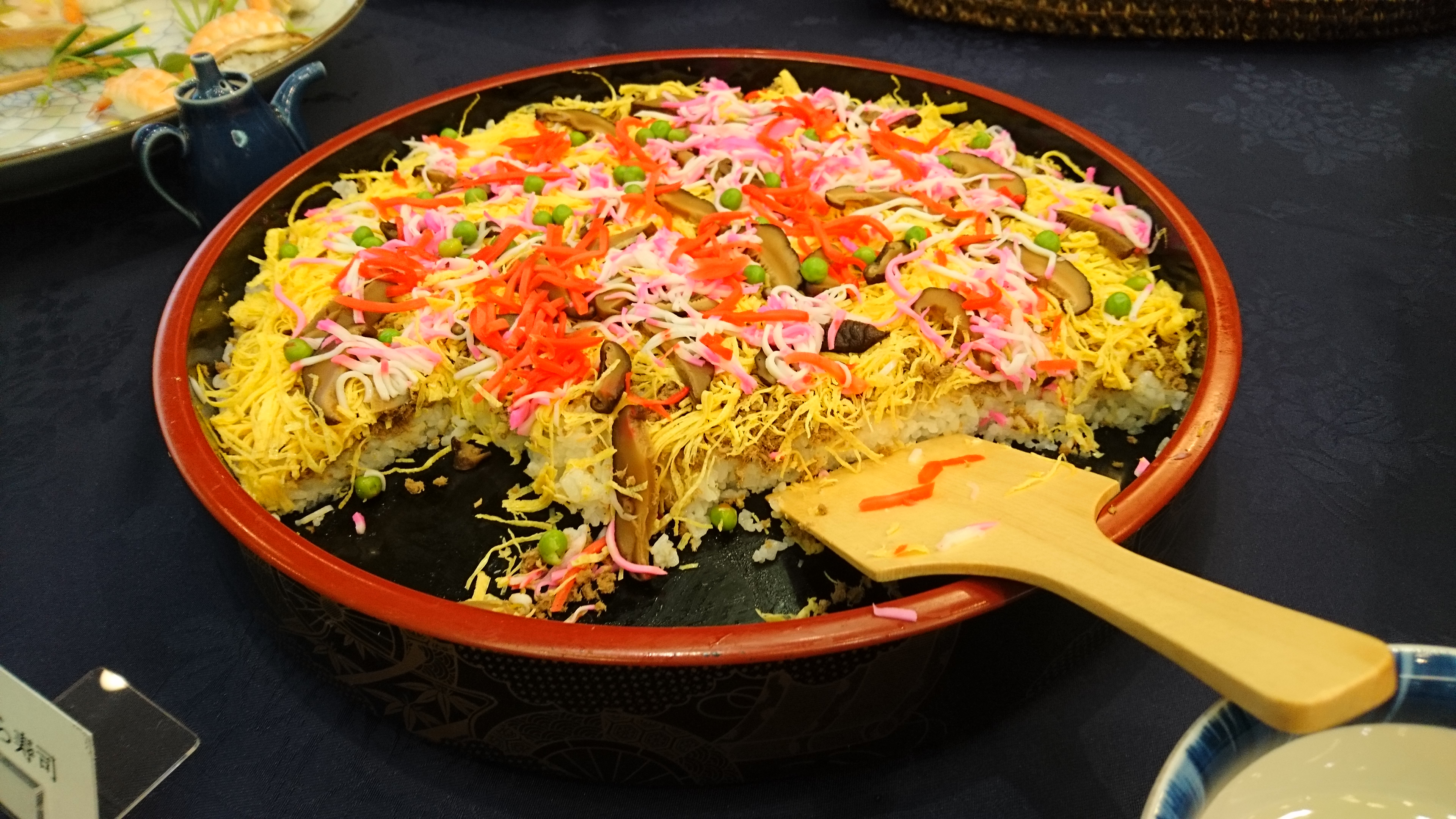
四角く取り分けて食べる。

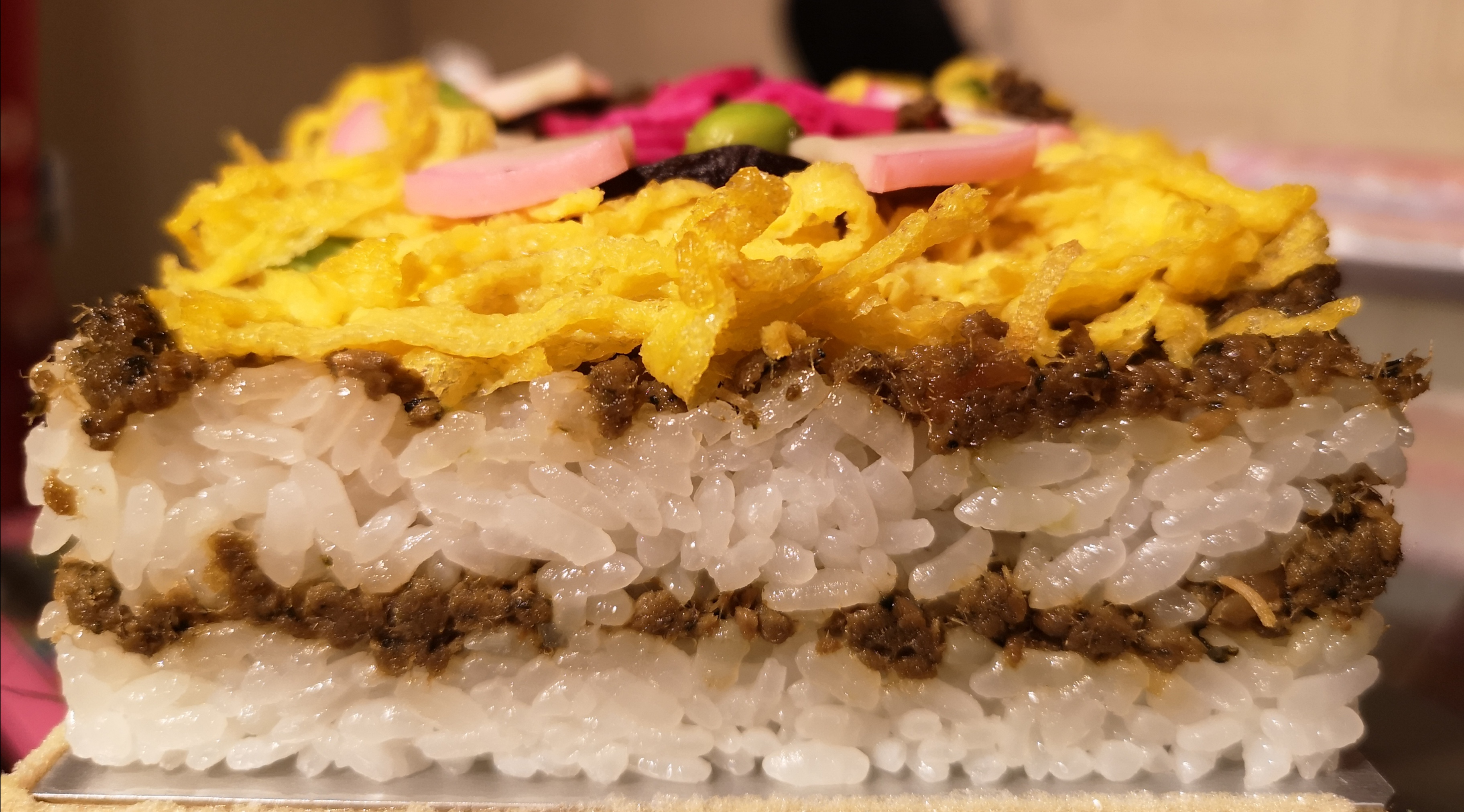
ばらずしの断面（2段）

### 調理法

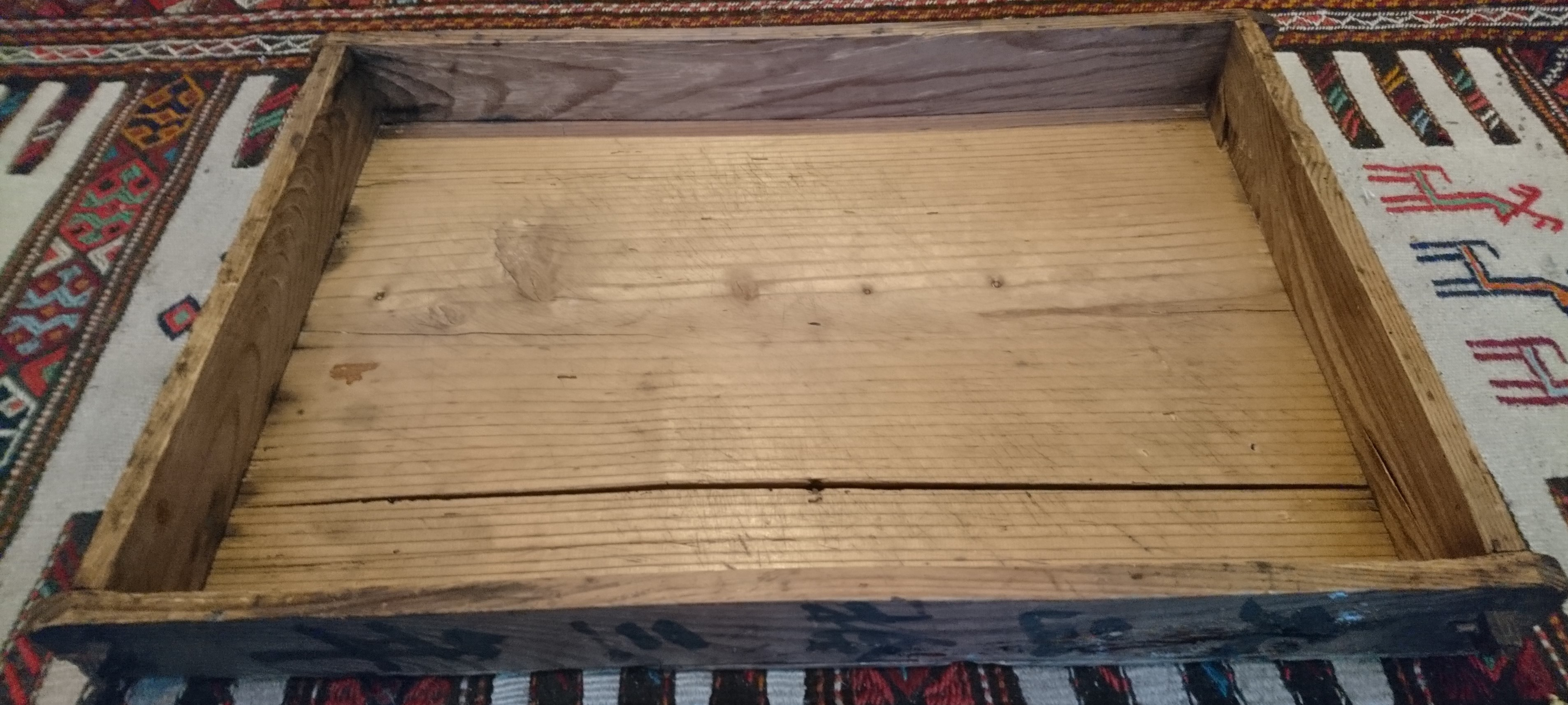
伝統的な道具「まつぶた」。現代ではプラスチック製のものが主流となっている。

まつぶた（松蓋）と称される浅い木箱に、すし飯を薄く敷きつめ、その上に甘辛くサバを炒り煮にしたおぼろをちらし、さらにすし飯を敷いた後、サバのおぼろ、かまぼこ、シイタケ、錦糸卵、紅ショウガや季節の具材を彩りよくちらす。すし飯を2段にせず、1段で作ることもある。まつぶたは、餅つきの際に丸めた餅を並べる用途にも使用されるが、ばらずしに用いることを想定して作られたまつぶたのなかには、木枠がケーキ型のように抜けるようになっているものもある。2段構成のばらずしは切り出すとケーキやサンドウィッチのように、側面の見た目もよい。3段でつくる人もいるという。

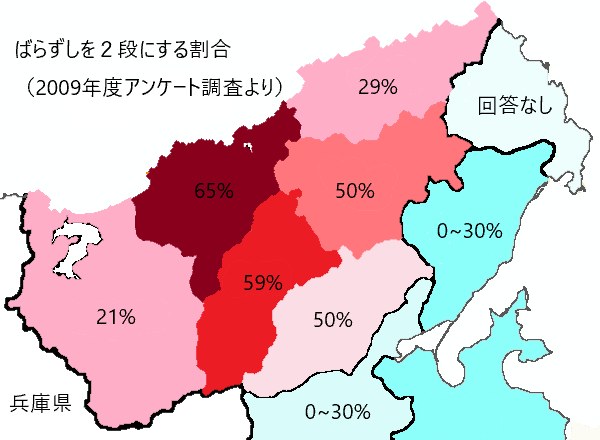
丹後ばらずしの製法において、2段にする割合の地域図。

ばらずしの段数は、作り手の年齢が高いほど2段で作られていることから、古来、2段構成であったものと思われる。30代でも2段が多く、母から娘への家庭内伝承がうかがわれる一方、40代、20代、10代では1段で作る人が多い。
地域別にみると、京丹後市の旧6町のうち、網野町では65パーセント、峰山町では59パーセントの人が、ばらずしを2段にする。大宮町、弥栄町では約50パーセントと2段派は半数にとどまり、丹後町では29パーセント、久美浜町では21パーセントと2段派が少なく、1段で作る人の方が多い。周辺地域の与謝野町や宮津市では7割以上の家庭が1段のばらずしを作り、年代別でもすべての年代で1段が多い。このようなことから、ばらずしの発祥は旧網野町地域と考えられている。
かつてのばらずしは、まつぶたにつめた後に、重しで押して熟成させていた。嗜好の理由以前に、長く保存するためには空気を抜く必要があった。21世紀初頭においては、重しは使われず、作り手により、手や板で軽くおさえて整えることもあれば、ちらすだけのこともあり、日本の寿司の変遷のなかで、箱寿司（押し寿司）から混ぜ寿司に移行する過程の製法を残している。この変遷は、食感などの嗜好の変化であるとともに、冷蔵など保存技術の発展により押しかためる必要がなくなったことや、同じ料理を数日間も続けて食べたりすることの少ない現代の食生活の変化に対応した結果と考えられている。

### 具材

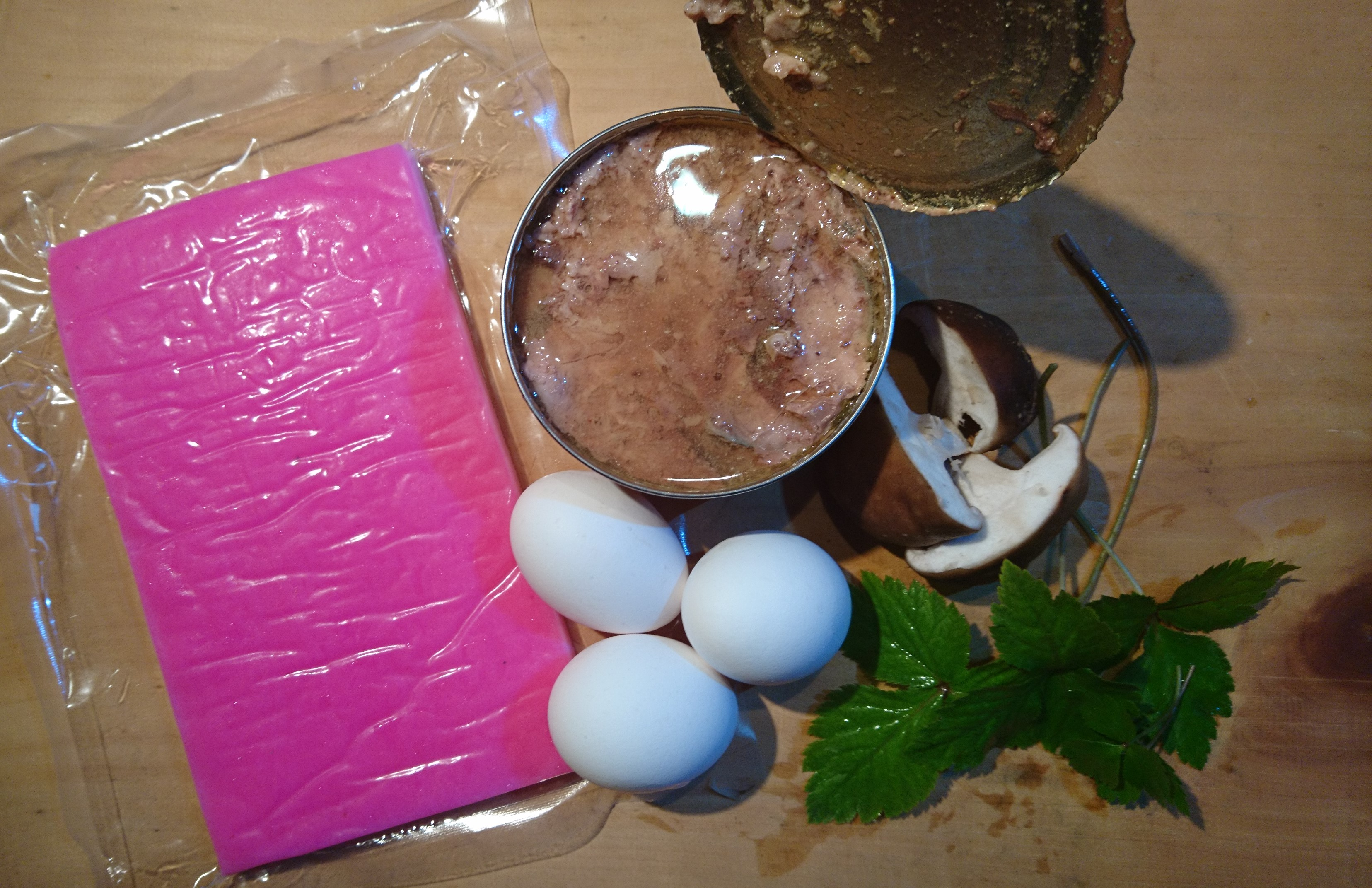
「ばらずし」の食材の一例。サバ缶(平1号缶)、がんぎ(板蒲鉾)、卵、しいたけ、青物(画像はミツバ)など。

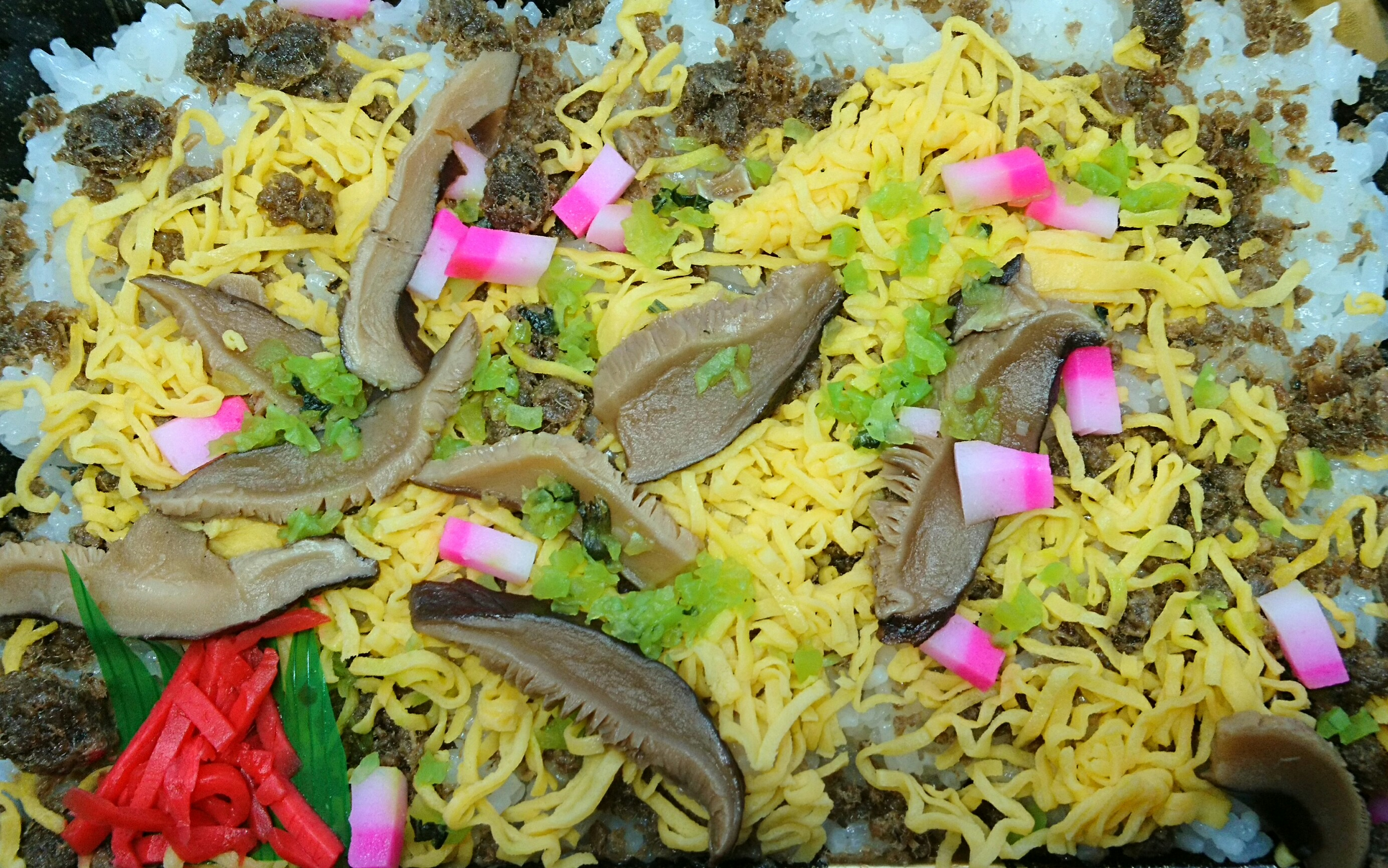
がんぎ（板蒲鉾）を用いた丹後ばらずしの一例。

欠かせない具材は、サバのおぼろのほか、錦糸卵、かまぼこ、紅ショウガである。シイタケ、カンピョウ、ゴボウも使用例が多く、一部の具材はすし飯に混ぜ込む場合もある。季節の具材には、タケノコ、エンドウマメ、キヌサヤ、サヤインゲン、ミズナ、木の芽（サンショウの葉）、大葉、フキなどの山菜が用いられる。パセリやキュウリを用いる例もある。一度に使用する具材の品目数は、ちらし寿司としては少なめの5～7品目程度にとどまり、いずれの場合でも、サバのおぼろはたっぷりと散らす。
1948年（昭和23年）から1966年（昭和41年）の間に熊野郡で「丹後の切りずし」について調査した篠田統は、その著書のなかで「高野豆腐、竹の子、ソボロの三つは欠けてはいけない」としている。また、1985年（昭和60年）に刊行された『日本の食生活全集26：聞き書 京都の食事』においても、丹後の「おぼろずし」には干瓢、シイタケ、ミョウガ、高野豆腐を用いると記されているが、2000年以降では丹後地方の「ばらずし」を紹介するレシピで高野豆腐に言及しているものはほとんどない。
高野豆腐は、かつては年間を通して入手できる食材として定番であったものの、調理に手間がかかるため、徐々に使われなくなったものと考えられている。同様に、秋のマツタケもかつては使われたというが、21世紀には、ばらずしに使う人はあまりいない。作り方同様に、具材も時代とともに変化してきたことがわかる。
そのなかで、欠かせない食材となっているサバのおぼろは、かつては焼き鯖をほぐして作られるものであったが、第二次世界大戦後まもなく缶詰が普及すると、サバ缶で代用する家庭が多くなった。缶詰の普及は、丹後地方では昭和の中頃には丹後ちりめんの生産が農家の主婦の重要な副業となっており、料理に手間をかける余裕がなかったことも一因とされる。今日では大半の家庭がサバ缶を使用している。

### 食べ方

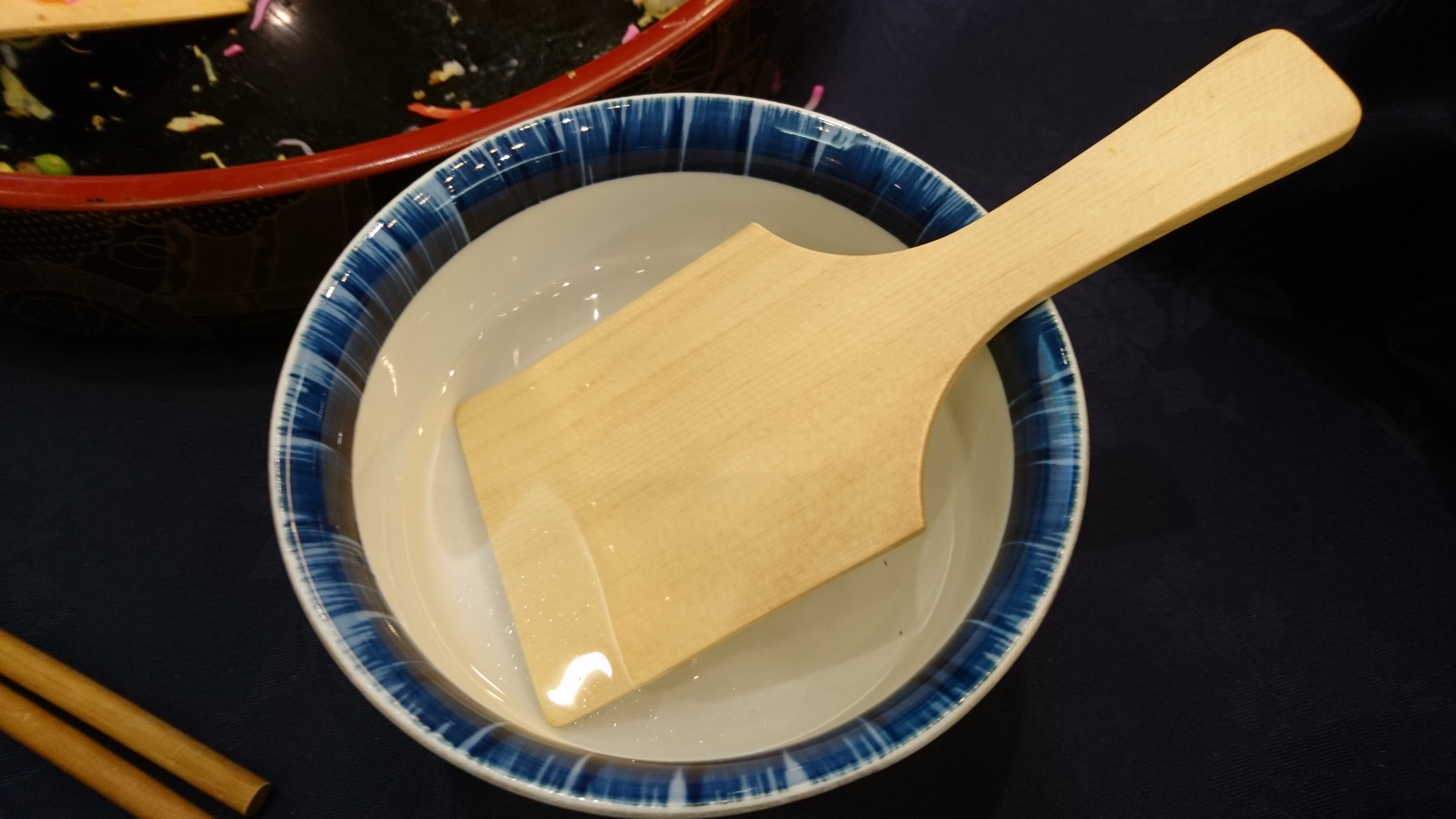
ばらずしを取り分けるために用いられる「寿司切り」

1人分ずつ寿司切りで四角く切り、取り分けて食べる。寿司切りは木べらや竹べらなどで、まつぶたとともに、ばらずしのために用いる地域特有の調理道具である。

## つくる機会・食べる機会と、伝承のかたち
ばらずしは、祭りなど伝統的なハレの日にかかせない料理として、21世紀においても、丹後地方の祭日にはばらずしをつくる家庭が多い。次いで、正月やお盆など、家族が集まる時や来客のある時に作る家庭が多く、約6割の家庭で年2回以上、約4割の家庭で年3回以上、ばらずしが作られている。冠婚葬祭や誕生日のごちそうともみなされている。
|                  | 祭事 | 正月 | お盆 | 結婚式 | 法事 | 誕生日 | その他 |
| ---------------- | ---- | ---- | ---- | ------ | ---- | ------ | ------ |
| もっとも多い機会 | 216  | 4    | 2    | -      | 4    | -      | 14     |
| 2番目に多い機会  | 3    | 65   | 23   | 10     | 18   | -      | 19     |
| その他           | -    | -    | 34   | 7      | 26   | 5      | 19     |
| 合計             | 219  | 69   | 59   | 17     | 48   | 5      | 52     |

21世紀初頭において、ばらずしをつくる人の8割以上は、その作り方を母・祖母・姑などにより家庭内で伝承されている。ある農家の女性の記憶によると、ばらずしの作り方は子どもの頃からの家事手伝いのなかで自然に覚え、嫁ぎ先でも義母が同じすしを作っていたので安心したという。
年代別では、2009年時点で40代以上の女性の多くは、家庭内で習得している。30代では18パーセント、20代では33パーセントが親族以外の知人や近所の人、料理本、学校、インターネットなどから作り方を学んでおり、時代をおうごとに伝承方法は多様化している。家庭内における世代間伝承は依然としてあるものの、料理店や農家の女性が講師となり、学校や社会教育などの体験活動として、地域ぐるみ、同世代間での伝承機会が増加しつつある。
飲食店での提供は、1979年（昭和54年）に網野町の「とり松」が正式にメニューに載せたのが発祥とされるが、家庭料理を外食で食べる習慣はなかったため、当初の半年間ほどは大半が売れ残ったという。1986年（昭和61年）頃に府職員のすすめで京都市内のデパートで開催された府内の物産展に出品したところ人気を博し、東京・池袋など各地の百貨店などでさかんに販売されるようになった。華やかな見た目が注目され、1日1,000個を売り上げたという。全国的に物の豊かさから心の豊かさに注目が集まるようになった昭和50年代後半からの時代の流れのなかで、ばらずしは丹後地方において「ふるさとの味」を象徴する郷土料理に位置付けられた。21世紀初頭には、丹後地域20店舗以上の飲食店で提供されているほか、駅弁やスーパーマーケットで販売されるお弁当にもばらずしは多く採用されているため、日常的にも食べることができる。
2012年（平成24年）春には弥栄町溝谷で眼鏡販売店を営む梅田肇が、核家族化や生活スタイルの変化に対応した木製の「丹後ばらずし体験キット」を地元家具店と共同開発した。来客をもてなす際の小道具や嫁入り道具にと、体験キットを推奨販売するとともに、より手軽に誰でもばらずしをつくることができる真空パックの具材セットの開発に着手。味付けに手間や工夫を要するサバのおぼろやシイタケなどの具材や合わせ酢を、個別に真空パックにして、初心者のためのレシピを付記したもので、サバのおぼろには府立海洋高校が開発したサバ缶「京の鯖」を使用し、紅ショウガを漬けるシソも地元の丹後産を使用するなど、地元産の素材にこだわった。20センチメートル四方の木箱（まつぶた）に丹後ちりめんの風呂敷を添え、具材と3合分の丹後産コシヒカリ、寿司切りのヘラ2本を詰め合わせた「丹後ばらずし玉手箱」は、全国193社278点で競われた「おみやげグランプリ2015」でデザイン賞の最高評価を獲得した。すし酢と具材に作り方のみを添えた「丹後ばらずし2合炊き用セット」は、2017年（平成29年）に「京の食6次産業化コンテスト」で特別賞を受賞、2018年（平成30年）には「Tango Good Goods」に認定されるにいたった。
21世紀には、ばらずしは地域おこしの題材としても注目されるようになった。2010年（平成18年）10月3日に丹後王国「食のみやこ」で開催された「京丹後食の祭典」では、長さ10メートル、横幅60センチメートルの特製のまつぶたで、600人分相当の「巨大ばらずし」作りが行われ、子どもから高齢者まで多くの参加者を集めた。2017年（平成29年）10月31日には京丹後商工会が主催した「旬の京丹後」イベントで市の観光大使である太川陽介と市民らが、長さ180センチメートル、横幅90センチメートルの特製のまつぶたで300食分の「ジャンボばらずし」を作った。このとき使用された食材は、米18キログラム、卵70個、サバ缶40缶などであった。このような地域おこしのイベントにばらずしが登場したのは、1979年（昭和54年）の「網野チューリップ祭り」が初回と思われる。
地元の小中高校などでは、ばらずし作りの体験学習を実施する学校もあるほか、京丹後市商工会、料理教室、京都府などが主催し、ばらずし作りの体験教室が京丹後市および与謝野町の各地で開催されている。
丹後地域の祭や祝い事の際に各家庭で作られてきた特徴的な郷土料理である点が評価され、2018年（平成30年）、「丹後ばらずし」として日本遺産丹後ちりめん回廊の構成文化財に認定された。
2019年（令和元年）には、京丹後市が市政15周年記念事業として公募した下水道のマンホールの蓋（ご当地マンホール）のデザインにばらずしをモチーフにしたデザイン案が採用された。9月以降に下水工事で随時、敷設されており、フルカラー版は京丹後市役所丹後庁舎近くの歩道に敷設されている。12月にはマンホールカードとして配布、カードにはデザインの由来として、ばらずしが画像とともに紹介されている。
京丹後市の観光大使を務める太川陽介もばらずし作りの工程を動画で紹介するなど、丹後地方を代表する郷土料理として観光資源ともみなされている。

## 丹後地方の焼き鯖文化
丹後半島の近海で漁獲されるサバは、2種類ある。秋から冬にかけてが旬とされるマサバ、および夏にも味が落ちないことから夏場に多く漁獲されるゴマサバである。
サバは鮮度が落ちるのが早く、産地では保存のための加工技術が発展した。郷土食として、米ぬかに調味料を混ぜてサバを漬け込むへしこが広く知られているが、焼くことも保存のための調理法のひとつであり、古来、商人たちが保存のために水揚げされたサバを焼き鯖にし、内陸部まで運んだ。丹後半島のほか、福井県若狭地方の「鯖街道」をはじめ、島根県の山間部にある雲南市、愛媛県内子町でも焼き鯖を郷土料理とし、雲南市では焼き鯖を用いた鯖寿司の文化もある。

### さなぼり
稲作が人力頼みであった時代には、田植え時には小学校も3日間休業日となり、一家総出で田植えを行った。多くの田を所有する農家では他地域から労働に来てもらうこともあり、その労をねぎらい、親元や親戚などの縁者から田植魚が贈られた。この田植魚は、現在ではビールなどになっているが、かつては焼鯖、酒、ワカメなどであった。焼鯖はネギとともに炊くなどした。
田植えの後にはさなぼりがあり、田植えを手伝ってもらった人や田植魚の差し入れをくれた人を招き、宴席が用意された。ここではおこわやぼた餅などとともに、ばらずしが振る舞われた。

### 焼き鯖寿司

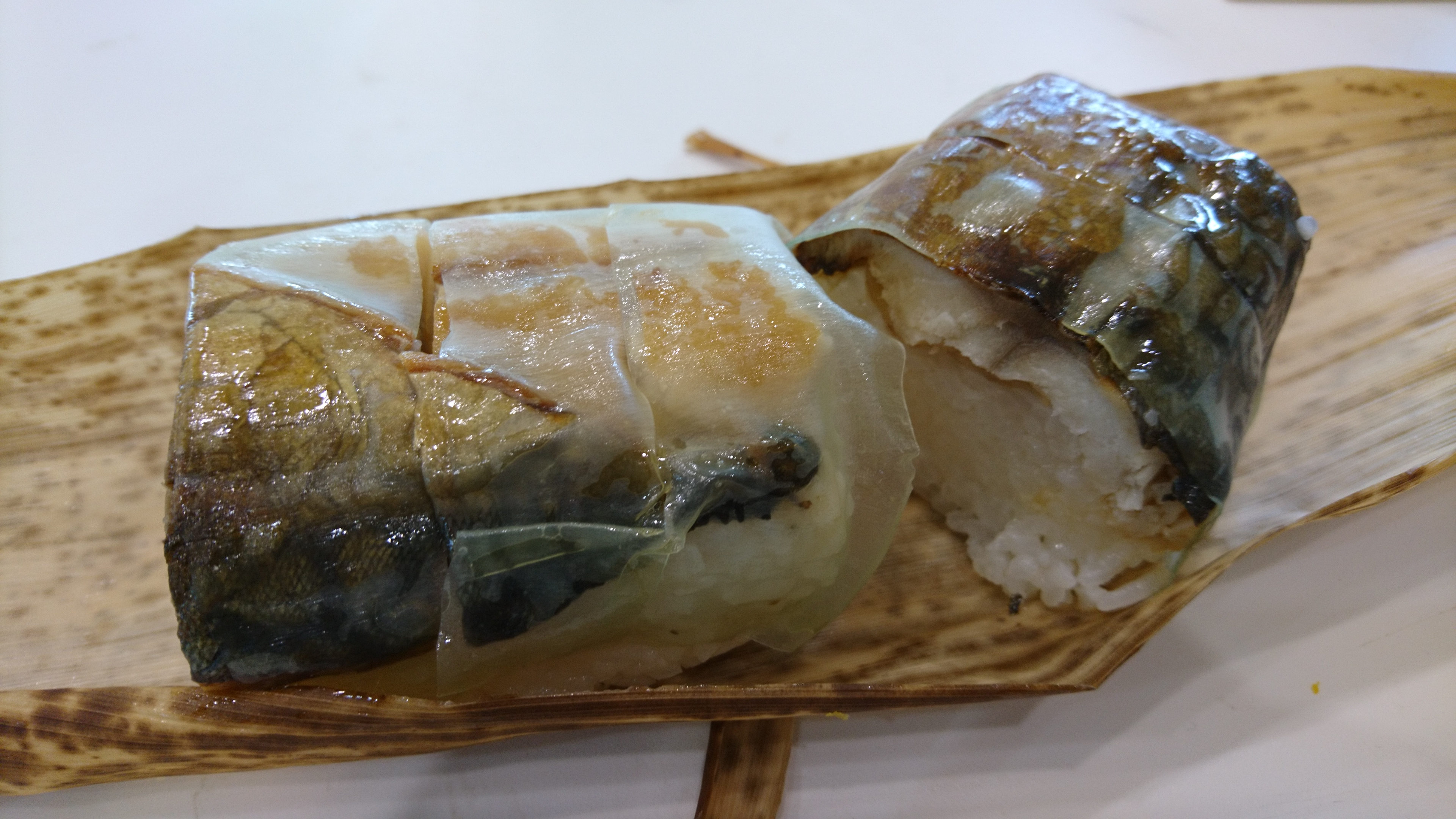
焼き鯖の棒寿司の一例

焼き鯖の棒寿司
こんがりと焼きあげた鯖の片身を棒状の押寿司にしたもので、多くの仕出し屋やスーパーマーケット、駅弁などで販売されている。焼き鯖のほかにショウガ、青じそなどを添えるなど多くのバリエーションがあるが、そのうちの一品である宮津市の料亭ふみやの「焼き鯖寿司」が、宮津遺産に認定されている。

丹後の宮津ピンと巻き
料亭ふみやがイベントなどの際にのみ提供しているオリジナルの焼き鯖の巻きずしで、焼き鯖と、京都の漬物（柴漬け、べったら漬け、みぶな）を具材とし、海苔をピンと張って巻いたのが特徴。海苔の巻き方と、民謡「宮津節」の１フレーズ「丹後の宮津でピンとはった」をかけて命名された。丹後地方の飲食店やスーパーマーケットなどでは、焼き鯖や鯖のおぼろを具材にした巻きずしは一般的な商品のひとつで、「丹後の宮津ピンと巻き」はその一例である。

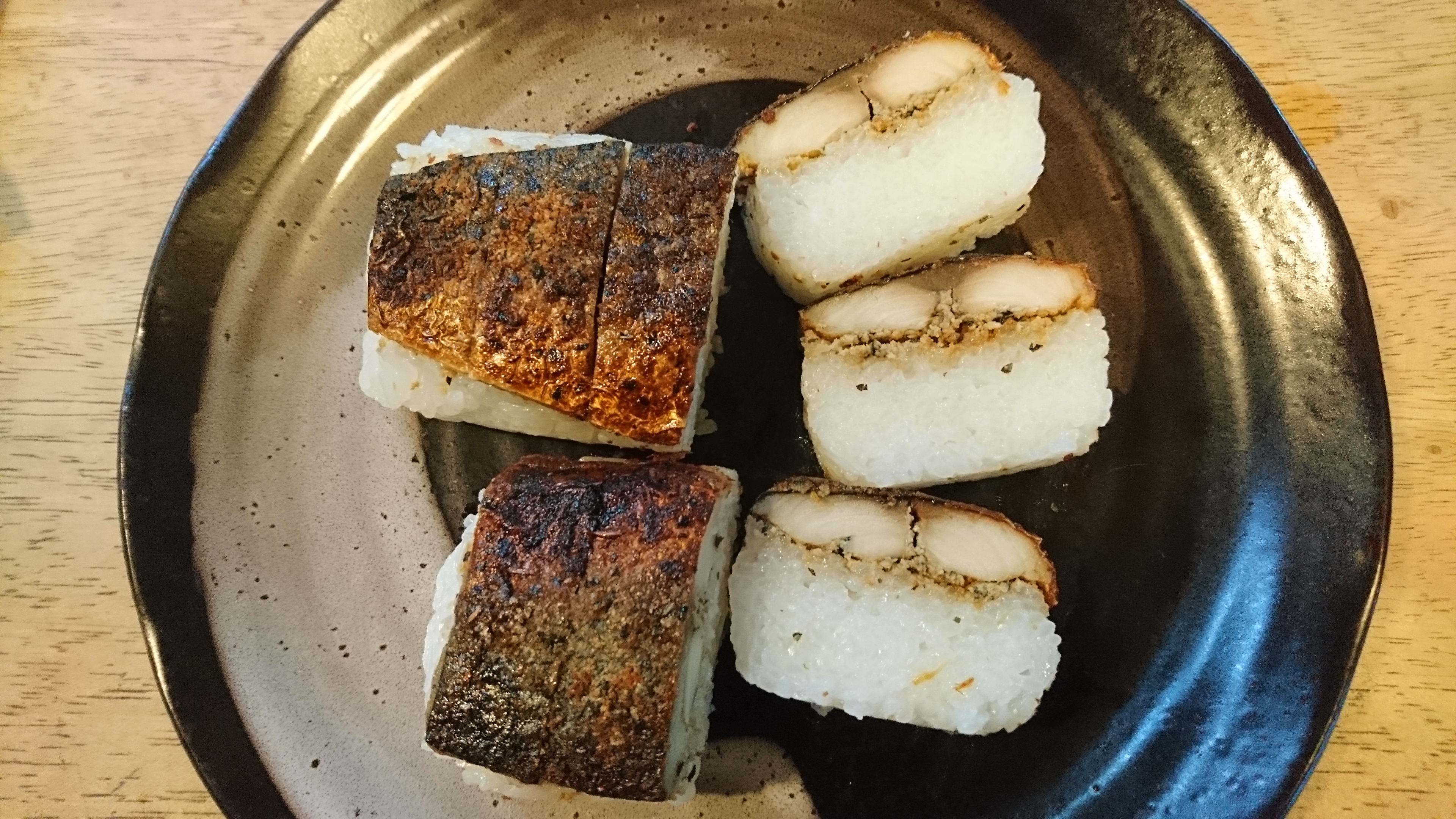
ハーブへしこ寿司

このほか、焼き鯖とともに丹後の郷土食であるサバへしこを用いた押し寿司では、京丹後市の料亭 千代乃家の「ハーブへしこ寿司」が、丹後ブランド商品（Tango Good Goods）に認定されている。

## ばらずしの派生料理

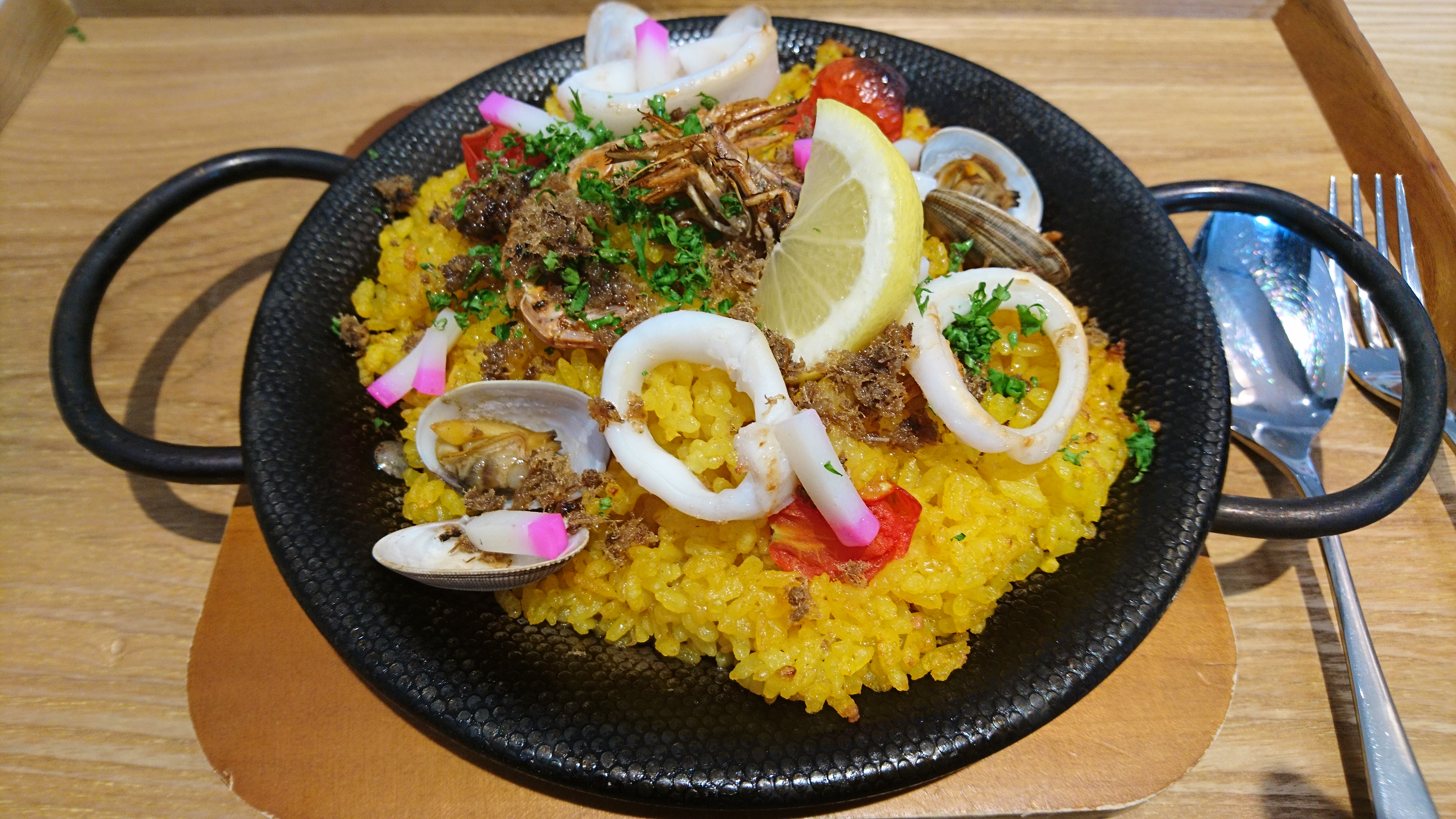
「ばらずし」をアレンジしたBARAパエリア

- BARAパエリア - ばらずしの特徴であるサバのおぼろと蒲鉾を上に散らした海鮮パエリア。道の駅「海の京都 宮津」内にあるレストラン「HAMAKAZE Café」で提供される[61]。
- 丹後軍艦 - サバのおぼろと、ガリや木の芽を乗せた軍艦巻き。店主が丹後地方出身の江戸前寿司店「寿し処 今」（京都市）で提供される[62]。